# Kloster Obermarchtal
Das Kloster Obermarchtal (lat. Abbatia Marchtallensis; Patrozinium: St. Peter) ist ein ehemaliges reichsunmittelbares Prämonstratenser-Chorherrenstift und liegt in der Gemeinde Obermarchtal zwischen Ehingen und Riedlingen, östlich von Zwiefalten im Alb-Donau-Kreis. In Nachbarschaft liegt der Ort Untermarchtal mit dem gleichnamigen Vinzentinerinnen-Kloster.

## Geschichte

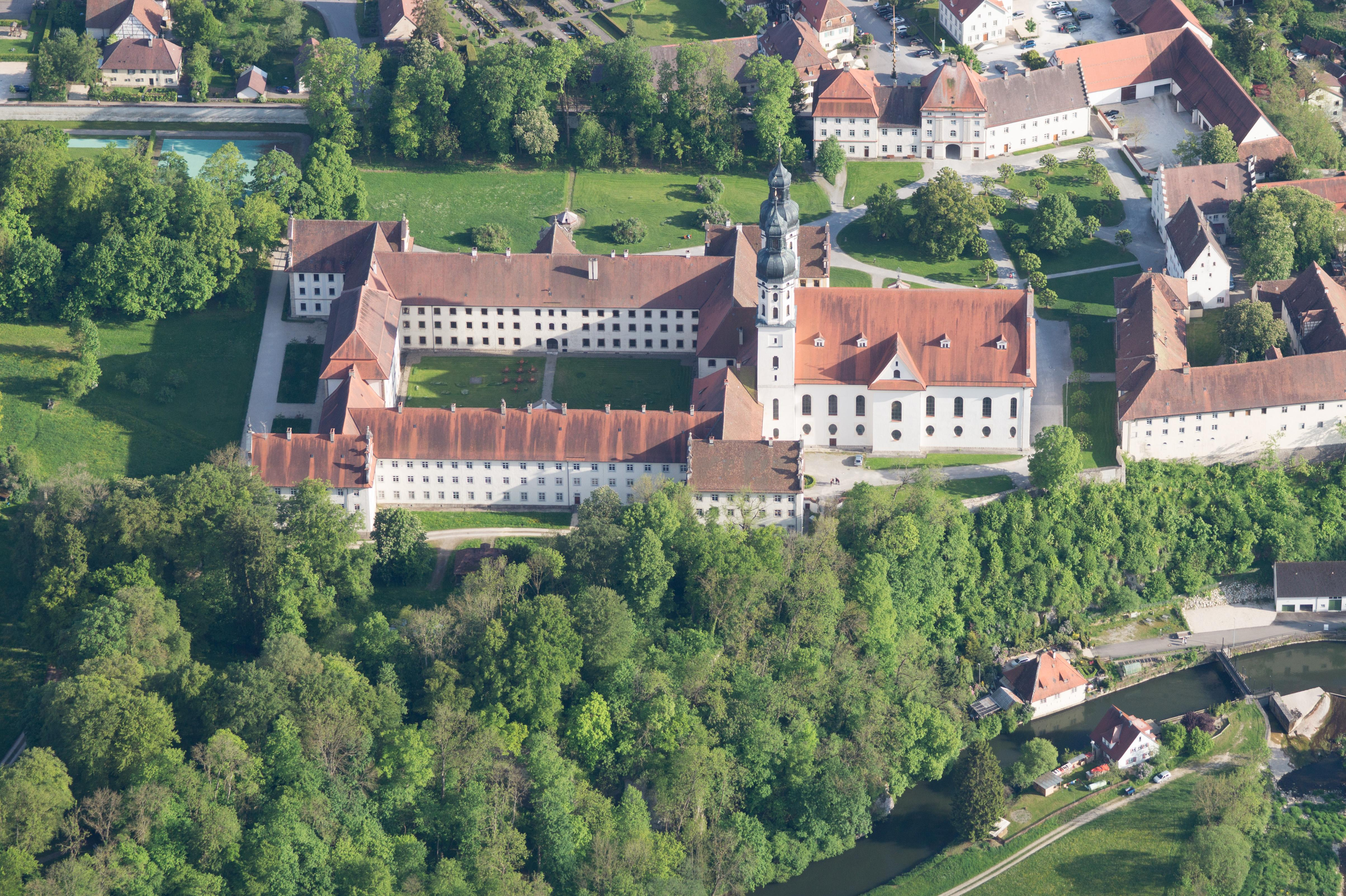
Ehemalige Prämonstratenser-Reichsabtei Obermarchtal (Luftbild 2021)

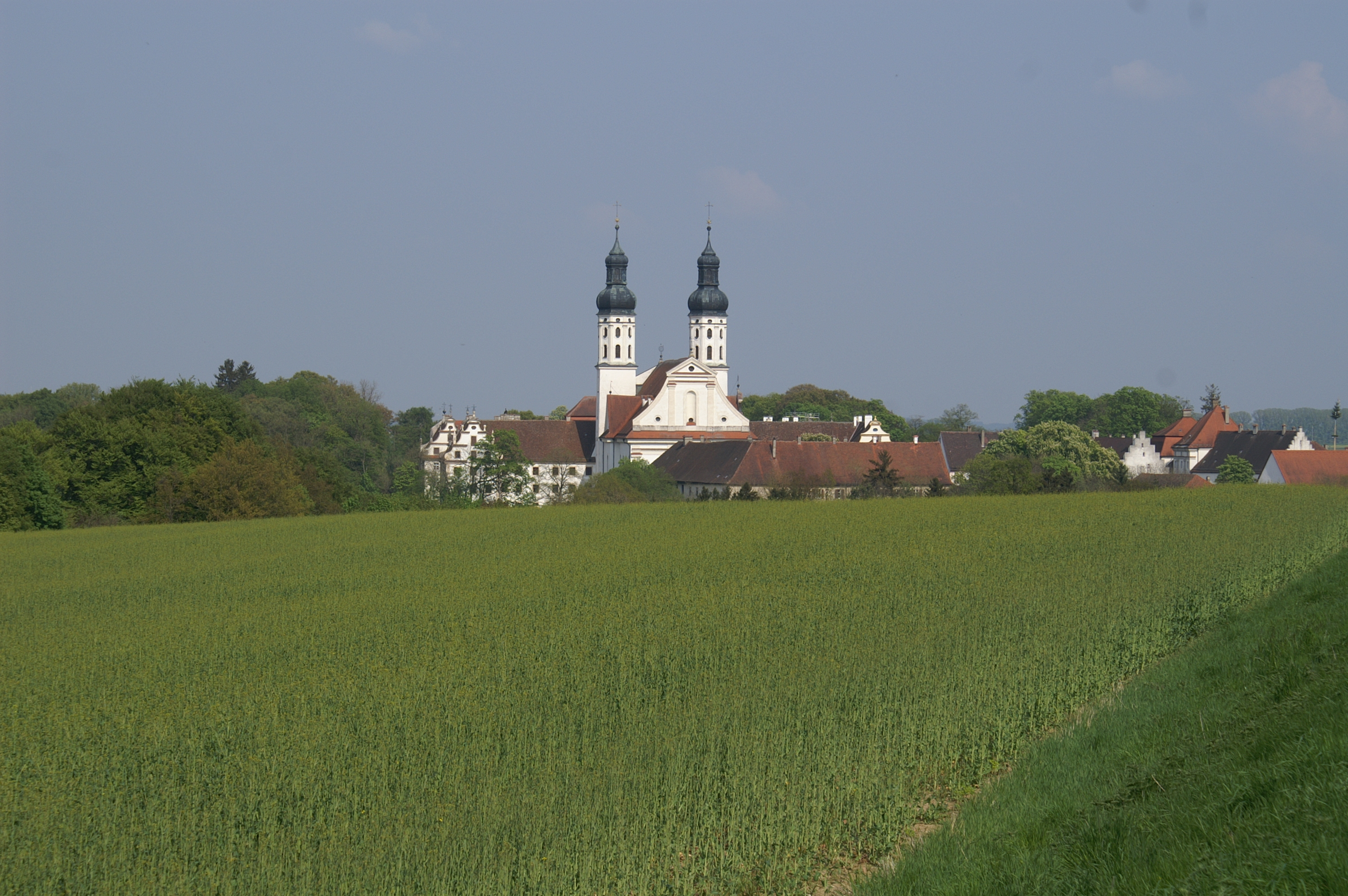
Ehemalige Prämonstratenser-Reichsabtei Marchtal (Blick auf das Münster, die ehemalige Stiftskirche)

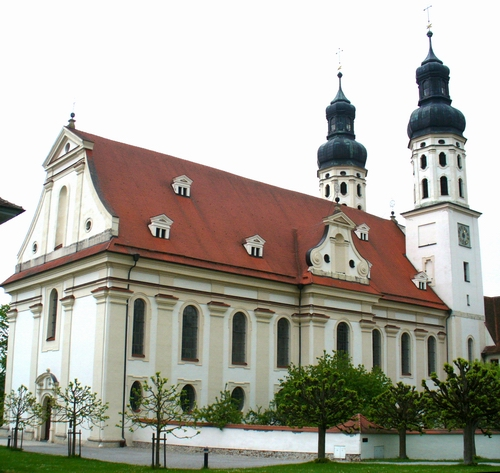
Münster St. Peter und Paul

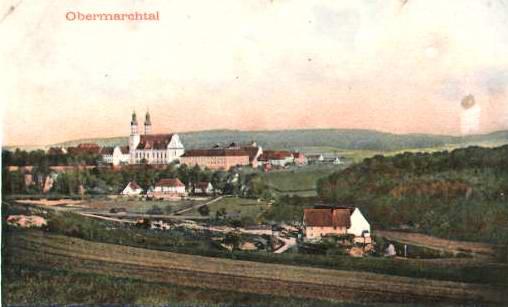
Obermarchtal (1907)

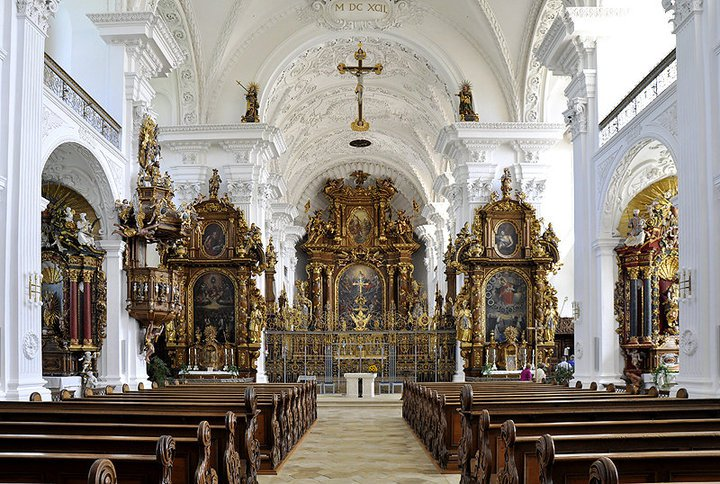
Innenansicht mit Altargruppe

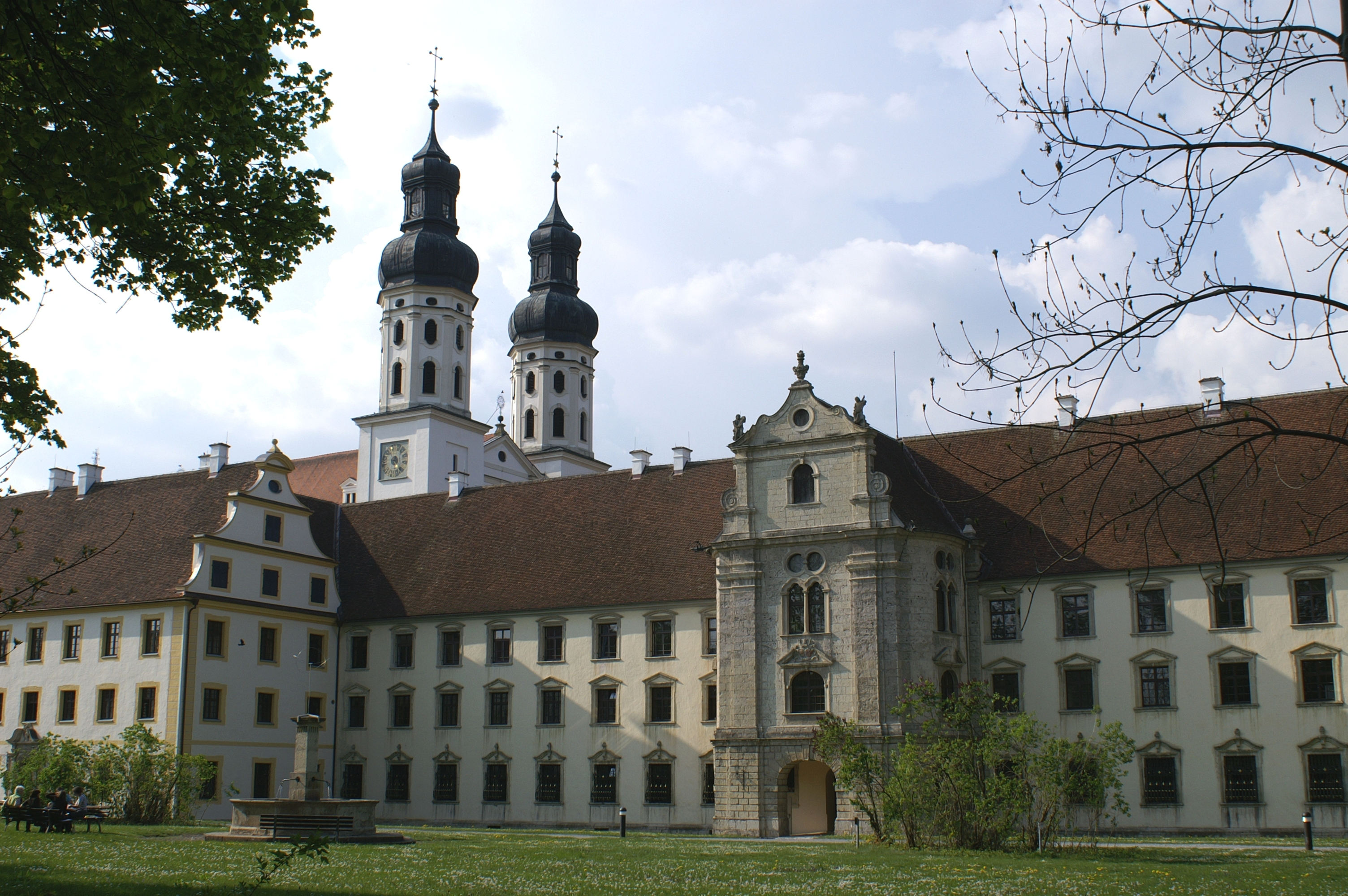
Konventgebäude

### Gründung und mittelalterliche Entwicklung
Im Jahr 776 übertrugen die Nachkommen des Grafen Halaholf († vor 776) (Ahalolfinger) und der Hitta das von diesen gestiftete Petrus-Kloster, ein Cella der Abtei Sankt Gallen. Dieses Benediktinerkloster wurde im 9./10. Jahrhundert zerstört oder zerfiel. Jedenfalls bestand das Kloster wieder seit 993 als ein von Hermann II., Herzog von Schwaben und seiner Ehefrau Gerberga den Aposteln Petrus und Paulus gewidmetes Kanonikerstift, das den Herzögen von Schwaben als Grablege und Hauskloster diente. Am 1. Januar 995 wurde die erweiterte Klosterkirche von Bischof Gebhard II. konsekriert. Die ältere Forschung nahm die Gründung dieses mit sieben Weltpriestern besetzten Säkularkanonikerstiftes erst für das Jahr 1011 durch Herzog Hermann III. an.
Im 12. Jahrhundert war Marchtal im Besitz einer Reihe von schwäbischen Adligen, darunter auch die Staufer und insbesondere Kaiser Friedrich I., wobei die häufigen Besitzwechsel einen Niedergang des Klosters zur Folge hatten.
1171 wurde das Kloster von Pfalzgraf Hugo II. von Tübingen dem Prämonstratenserorden übertragen und damit quasi als Doppelstift für Männer und Frauen neu gegründet -später teils als eigentliche Gründung dargestellt-  und mit ausreichendem Besitz ausgestattet; die Chorherren des neuen Klosters wurden aus der Abtei Mönchroth in Rot an der Rot geholt.
- Erster Propst der Neugründung wurde Eberhard von Wolfegg aus dem Kloster Mönchroth.
- Propst Meinhardt ließ 1204–1208 die Klostermauern erneuern.
- Propst Konrad (1226–1275) verbot 1273 die Neuaufnahme von Frauen, so dass das Doppelkloster bald zum Männerkloster wurde.
- Propst Walther II. ließ die alte Stiftskirche zu einer dreischiffigen Basilika erweitern, die am 2. Mai 1239 von Bischof Heinrich I. von Konstanz geweiht wurde.

Vom Ende des 13. Jahrhunderts bis 1420 war Marchtal Eigenstift des Bischofs von Konstanz.

### Marchtal als Reichsstift in der Frühen Neuzeit
Erst im Jahr 1440 wurde Kloster Marchtal zur selbständigen Abtei erhoben und erhielt im Jahr darauf einen eigenen Abt. Die Abtei erlangte 1500 als Mitglied des Schwäbischen Reichsprälatenkollegiums die Reichsunmittelbarkeit und unbestrittene Reichsstandschaft. Insgesamt konnte das Kloster über 30 Dörfer und Weiler die Hoheitsrechte gewinnen. Zum Territorium der Reichsabtei zählten die Orte Obermarchtal, Uttenweiler, Dieterskirch, Hausen am Bussen, Sauggart, Seekirch, Unterwachingen, Reutlingendorf und Oberwachingen. Der Marchtaler Abt erhielt 1609 für sich und seine Nachfolger das Recht in der Liturgie die Mitra zu tragen. Seit dem Beginn des 16. Jahrhunderts besuchten aus Marchtaler Prämonstratenser als Studenten die Jesuiten-Universität Dillingen. Die von dort ausgehenden Impulse der Gesellschaft Jesu beeinflussten und inspirierten die nachfolgenden Klosterreformen in Marchtaler Konvent. Während des Dreißigjährigen Krieges ragte die Persönlichkeit des Reichsabtes Konrad Kneer († 1660) heraus. So wagte die Abtei Marchtal in Prälat Kneers Abbatiat in der Mitte des 17. Jahrhunderts den Versuch in Munderkingen eine gemeinsame Schule (Gymnasium und Hochschule) der oberschwäbischen Prämonstratenser zu errichten, der aber fehlschlug. Daher bauten die Marchtaler Chorherren nun die eigene Klosterschule aus und öffneten sie auch für externe Schüler. Am 11. September 1701 wurde ein weiterer Neubau der Stiftskirche St. Peter und Paul geweiht, nachdem dieser, nach der Flucht der Chorherren 1632 vor angreifenden Schweden, 1686 zusammen mit dem barocken Neubau der Klosteranlage begonnen worden war. Abt Nikolaus Wierith (1661–1691) gilt daher als „zweiter Gründer“ des prämonstratensischen Marchtal. Die Baumeister der barocken Stiftskirche waren Michael Thumb und nach seinem Tod im Jahr 1690 sein Bruder Christian Thumb sowie Franz Beer von Bleichten. Die Stukkaturen schuf Joseph Schmutzer. Anno 1770 übernachtete Marie-Antoinette, Erzherzogin von Österreich aus dem Haus Habsburg-Lothringen auf ihrer Brautfahrt von Wien nach Paris im Kloster Marchtal. Im 18. Jahrhundert ist die barocke Musikpflege im Reichsstift Marchtal, z. B. durch Sixtus Bachmann von Bedeutung. Erwähnenswert ist zudem der aus dem hiesigen Chorherrenkonvent stammende Prediger, Schriftsteller und Mundartdichter des Barock Sebastian Sailer. Von 1800 bis 1803 war Johann Nepomuk Schelble (1789–1837) Chorknabe in der Abtei.

#### Hexenverfolgung im Reichsstift Marchtal
In der Zeit der Hexenverfolgung wurden im Bereich des Reichsklosters Hexenprozesse durchgeführt. Die Prozesse beginnen im 16. Jahrhundert und reichen bis ins 18. Jahrhundert. Dabei lassen sich drei Verfolgungswellen unterscheiden: zwischen 1586 und 1596, um 1627/1628 und zwischen 1745 und 1757.
Von 1571 bis 1591 war Konrad Frei Abt des Klosters Obermarchtal. Von 1586 bis 1588 starben etwa 50 Menschen wegen angeblicher Hexerei auf dem Scheiterhaufen. Bei rund 700 Einwohnern waren das in drei Jahren sieben Prozent der Bevölkerung. Richter war der Landvogt Bernhart Bitterlin, der 1627 und 1628 weitere sieben Menschen wegen angeblicher Hexerei foltern und zum Tode verurteilen ließ. Der Anklage folgten in Obermarchtal fast zwangsläufig Folter, weitere Anklagen und Hinrichtungen, was mit dem Charakter des Richters Bitterlin zusammenhing. Zu seinen Opfern gehörten Waldburga Kepplerin und Ursula Bayer, die unter der Folter unter anderem den Teufelspakt, Hexentanz und Ehebruch gestanden und weitere 19 Personen besagten, die dann ebenfalls gefoltert und hingerichtet wurden. Nur zwei von ihnen entgingen der Folter und dem Todesurteil.
Die Besonderheit an den Marchtaler Hexenprozessen ist die Verfolgungspanik noch Mitte des 18. Jahrhunderts, der 7 Frauen zum Opfer fielen. Mindestens 60 Todesurteile gegen vermeintliche magische Delinquenten lassen sich insgesamt aus den Marchtaler Hexenprozessakten nachweisen. Aufgrund der lückenhaften Quellenlage ist es schwierig, genaue Opferzahlen zu nennen. Aufzeichnungen im Sterberegister Obermarchtal lassen eine Dunkelziffer von Prozessen und Todesurteilen vermuten.

### Säkularisation und neuere Entwicklung
Einhergehend mit der Säkularisation mussten Abt Friedrich II. und der Konvent im Jahr 1802 alle Rechte und Einkünfte an das Haus Thurn und Taxis abtreten, die es als Teil des Reichsfürstentum Buchau verwalteten, bevor es 1806 im Zuge der Mediatisierung an das Königreich Württemberg fiel. Des Weiteren mussten sie 1803 das Stift räumen, damit es als Verwaltungszentrale der Thurn und Taxis für die in Oberschwaben neu erhaltenen Besitzungen genutzt werden konnte. Die Marchtaler Klosterbibliothek kam in die fürstliche Zentral-Bibliothek in Regensburg. Später gelangten Teile daraus in die Klosterbibliotheken von Beuron und Neresheim. Die Klostergebäude selbst wurden zum selten benutzten Sommer- und Jagdschloss sowie wie zum Ort fürstlicher Veranstaltungen.
Im Jahr 1919 liesen sich die aus Tschechien vertriebenen Chotieschauer Salesianerinnen im Nordtrakt des Klostergebäudes nieder und gründeten hier eine Mädchenrealschule mit Internat.
1972 kaufte Diözese Rottenburg-Stuttgart die Klosteranlage der Thurn und Taxis, um sie zu einer Akademie für Lehrerfortbildung, die 1978 eröffnet wurde, umzubauen. Auch die Realschule der Salesianerinnen wurde 1992 von der Stiftung Freie Katholische Schule der Diözese Rottenburg-Stuttgart übernommen.
Am 16. September 2001 wurde die Stiftskirche St. Peter und Paul vom Diözesanbischof Gebhard Fürst zum Münster erhoben. Die Klosterkirche ist eines der bekannten Beispiele für den süddeutschen Barock.

## Heutige Nutzung der Anlage
Die von einer Mauer umgebene Klosteranlage Obermarchtal mit der Kirche St. Peter und Paul, der ehemaligen Klausur und mit seinen Wirtschaftshäusern wird heute von der Kirchlichen Akademie der Lehrerfortbildung Obermarchtal der Diözese Rottenburg-Stuttgart als Tagungshaus genutzt. Ihr Innenhof war Ort der Ausstellung „Marchtaler Fenster - Neue Kunst“. Der Nordflügel der Anlage beherbergt die Franz-von-Sales-Schule mit Realschule und Aufbaugymnasium (ehemals Studienkolleg). In der Kirche St. Peter und Paul finden Gottesdienste und Konzerte statt.

## Pröpste und Äbte von Marchtal
| - 1171–1179 Eberhard I. - 1179–1187 Udalrich - 1187 Gerlach - 1191–1204 Mangold - 1204–1208 Meinradus - 1208–1209 Heinrich I. von Suppingen - 1209–1214 Walther I. von Westernach - 1214–1217 Rüdiger - 1217–1229 Rudolph von Ertingen - 1229–1243 Walther II. von Schmalstetten - 1243–1251 Theodorich von Wittenhausen - 1251–1252 Friedrich - 1252–1266 Heinrich II. - 1266–1275 Konrad I. von Taugendorf - 1275–1281 Wernherus I. - 1281–1282 Engelher - 1282–1292 Berchtold I. - 1292–1299 Heinrich III. - 1299–1304 Burchhard I. - 1304–1308 Sifrid - 1308–1310 Wernherus II. - 1310–1312 Konrad II. - 1312–1322 Burchhard II. - 1322–1329 Konrad III. - 1329–1333 Hermann Huotter - 1333–1340 Heinrich IV. Walk - 1340–1344 Eberhard II. - 1344–1348 Konrad IV. Gager - 1348–1367 Konrad V. von Rota - 1368–1377 Berchtold II. - 1377–1399 Ludwig Leo - 1399–1401 Stephanus Wucherer - 1401–1409 Jakob I. Kupferschmid - 1409–1424 Jakob II. Klingler - 1424–1436 Albertus Pfluoger | - 1436–1461 Heinrich Mörstetter - 1461–1482 Jodokus Blank - 1482–1514 Simon Götz (1. Reichsabt) - 1514–1518 Johannes I. Haberkalt - 1518–1534 Heinrich II. Stölzlin - 1538–1550 Johannes II. Gudin - 1550–1559 Christoph Boner - 1559–1571 Christophorus Schenz - 1571–1591 Konrad I. Frei - 1591–1600 Johannes III. Riedgasser - 1600–1614 Jakob Hefl - 1614–1637 Johann Engler - 1637–1660 Konrad II. Kneer - 1660–1661 Godefried Dorner - 1661–1691 Nikolaus Wierith - 1691–1705 Adalbert Rieger - 1705–1711 Friedrich I. Herlin - 1711–1719 Edmund I. Dilger - 1719–1746 Ulrich Blank - 1746–1768 Edmund II. Sartor - 1768–1772 Ignaz Stein - 1772–1796 Paulus Schmid - 1796–1802 Bernard Kempter - 1802 Friedrich II. Walter |

(Quelle:)

## Bildergalerie

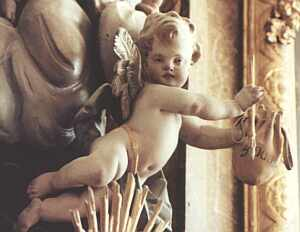
Putte im Münster
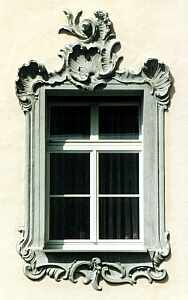
Fenster mit Rocaille-Schmuck am Kloster
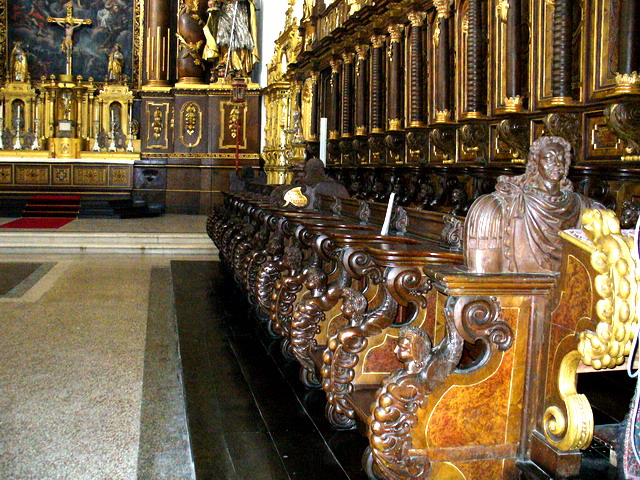
Chorgestühl im Münster